# FC Dundee
Der FC Dundee (offiziell: Dundee Football Club) – gegründet im Jahr 1893 – ist ein professioneller Fußballverein aus Dundee, Schottland. Nach ihrem Aufstieg aus der zweiten schottischen Liga 2023 spielen sie in der Scottish Premiership.

## Vereinsgeschichte

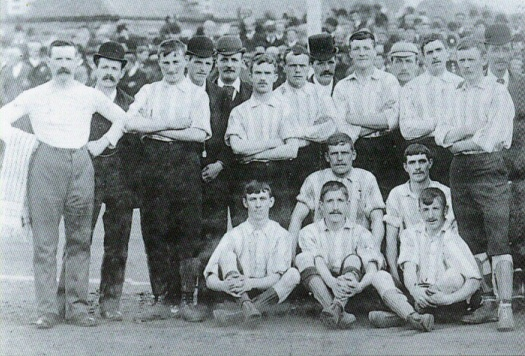
Die Mannschaft des FC Dundee im Jahr 1893

Dundee hat zwei Profivereine: den FC Dundee und Dundee United. Die Partien zwischen den beiden Clubs tragen den Namen Dundee Derby. Die Spielstätten der zwei Vereine liegen in derselben Straße und nur rund 100 Meter voneinander entfernt. Begegnungen zwischen diesen beiden Vereinen besitzen in Großbritannien den Rekordstatus als „Auswärtsspiel mit der kürzesten Anreise“.
Im Jahr 1893 wurde der FC Dundee als Vereinigung der zwei Mannschaften „Our Boys“ und „East End“ gegründet. Das erste schottische Meisterschaftsspiel fand für den neuen Verein am 12. August 1893 statt, das mit einem 3:3 gegen die Glasgow Rangers endete. Dundee zog im Jahr 1899 in sein immer noch aktuelles Stadion, den Dens Park, um.
Der Verein war in seinen frühen Tagen vergleichsweise erfolglos. Bis zu den 1950er Jahren, als sie den schottischen Ligapokal zweimal gewannen, hatten sie nur einmal im Jahr 1910 den schottischen Pokal gewonnen.
Dundee gewann die Meisterschaft in der höchsten schottischen Liga, die zu der Zeit noch „First Division“ hieß, nur einmal. Unter Leitung von Bob Shankly, Bruder von Bill Shankly, und mit Spielern wie Alan Gilzean, gewannen sie 1962 den Titel. In der darauffolgenden Spielzeit erreichte der Verein das Halbfinale des renommierten Europokals der Landesmeister. Nach Siegen gegen den 1. FC Köln, Sporting Lissabon und RSC Anderlecht unterlag man gegen den AC Mailand.
Nach dieser goldenen Ära in den frühen 1960er Jahren wurden die Erfolge sehr rar. Der FC Dundee gewann im Jahr 1973 erneut den Ligapokal, und 1998 konnte man unter Jocky Scott eine vierjährige Durststrecke in der zweiten schottischen Liga beenden und wieder in die SPL aufsteigen.
Im Jahr 2000 machte der Verein seine wohl spektakulärste Neuverpflichtung, als sie den Stürmer der argentinischen Fußballnationalmannschaft, Claudio Caniggia, verpflichteten, der später zu den Glasgow Rangers wechselte.
2003 geriet der FC Dundee in heftige finanzielle Turbulenzen, in deren Folge eine Reihe von Topspielern, wie Fabian Caballero und Giorgi Nemsadse den Verein verlassen mussten. Der Konsolidierungskurs zahlte sich aus, nachdem man sich vornehmlich auf die Förderung von jungen Spielern aus den eigenen Reihen konzentrierte. Trotzdem schloss man die Saison 2004/05 als Tabellenletzter in der SPL ab und musste den Gang in die First Division antreten. Der direkte Wiederaufstieg in die höchste schottische Spielklasse gelang in der folgenden Zweitligaspielzeit 2005/06 nicht. In der Spielzeit 2006/07 schlossen die Dees auf dem 3. Platz ab, 2007/08 auf Rang 2.
Im November 2010 belegte der schottische Fußballverband („SFA“) den FC Dundee nach Eröffnung eines Insolvenzverfahrens mit einem 25-Punkte-Abzug. Nach sieben Jahren in der Zweitklassigkeit stieg der FC Dundee 2012 wieder in die SPL auf. Als Zweitplatzierter der „First Division“ in der Saison 2011/12 sportlich eigentlich nicht für den Aufstieg qualifiziert, profitierte der Verein dabei vom Insolvenzverfahren und dem damit verbundenen Ausschluss der Glasgow Rangers aus der SPL.

## Aktueller Kader
Stand: 1. Juli 2025
| Nr. |            | Position | Name            |
| --- | ---------- | -------- | --------------- |
| 1   | Schottland | TW       | Jon McCracken   |
| 2   | England    | AB       | Ethan Ingram    |
| 3   | Schottland | AB       | Clark Robertson |
| 4   | Wales      | AB       | Ryan Astley     |
| 5   | Frankreich | AB       | Billy Koumetio  |
| 6   | Nordirland | AB       | Aaron Donnelly  |
| 7   | England    | MF       | Drey Wright     |
| 8   | England    | MF       | Paul Digby      |
| 9   | England    | ST       | Emile Acquah    |
| 12  | England    | AB       | Imari Samuels   |

| Nr. |            | Position | Name             |
| --- | ---------- | -------- | ---------------- |
| 14  | Mexiko     | MF       | César Garza      |
| 15  | Schottland | ST       | Simon Murray     |
| 18  | Schottland | MF       | Charlie Reilly   |
| 19  | Schottland | MF       | Finlay Robertson |
| 22  | Schottland | AB       | Luke Graham      |
| 25  | Bulgarien  | AB       | Plamen Galabow   |
| 27  | Mexiko     | MF       | Víctor López     |
| 30  | Schottland | TW       | Harrison Sharp   |
| 31  | Nordirland | TW       | Trevor Carson    |
|     | England    | MF       | Tony Yogane      |

### Verliehene Spieler
| Nr. |  | Position | Name |
| --- |  | -------- | ---- |

| Nr. |  | Position | Name |
| --- |  | -------- | ---- |

## Erfolge
- Cup der Landesmeister:
  - Halbfinale (1): 1963
- Schottischer Meister:
  - Meister (1): 1961/62
- Scottish First Division:
  - Meister (3): 1978/79, 1991/92, 1997/98
- Scottish Championship:
  - Meister (2): 2013/14, 2022/23
- Scottish Division Two:
  - Meister (1): 1946/47
- Scottish Cup:
  - Gewinner (1): 1910
  - Finalist (4): 1925, 1952, 1964, 2003
- Scottish League Cup:
  - Gewinner (3): 1952, 1953, 1974
  - Finalist (3): 1968, 1981, 1996
- Scottish League Challenge Cup:
  - Gewinner (2): 1991, 2010
  - Finalist (1): 1995

## Spieler und Trainer

### Trainerchronik
- Willie Wallace (1899–1919)
- Sandy MacFarlane (1919–1925)
- Alec McNair (1925–1928)
- Sandy MacFarlane (1928)
- Jimmy Bisset (1928–1933)
- Billy McCandless (1933–1937)
- Andy Cunningham (1937–1940)
- George Anderson (1944–1954)
- Willie Thornton (1954–1959)
- Bob Shankly (1959–1965)
- Sammy Kean (1965)
- Bobby Ancell (1965–1968)
- John Prentice (1968–1972)
- David White (1972–1977)
- Tommy Gemmell (1977–1980)
- Don Mackay (1980–1984)
- Archie Knox (1984–1986)
- Jocky Scott (1986–1988)
- Dave Smith (1988–1989)
- Gordon Wallace (1989–1991)
- John Blackley (1991)
- Iain Munro (1991–1992)
- Simon Stainrod (1992–1993)
- Jim Duffy (1993–1996)
- John McCormack (1997–1998)
- Jocky Scott (1998–2000)
- Ivano Bonetti (2000–2002)
- Jim Duffy (2002–2005)
- Gerry Britton (2005)
- Alan Kernaghan (2005–2006)
- Barry Smith / Bobby Mann (2006)
- Alex Rae (2006–2008)
- David Farrell (2008)
- Jocky Scott (2008)
- Gordon Chisholm (2010)
- Barry Smith (2010–2013)
- John Brown (2013–2014)
- Paul Hartley (2014–2017)
- Neil McCann (2017–2018)
- Jim McIntyre (2018–2019)
- James McPake (2019–2022)
- Mark McGhee (2022)
- Gary Bowyer (2022–2023)
- Tony Docherty (2023–2025)
- Steven Pressley (seit 2025)

### Bekannte Spieler
- Dariusz Adamczuk
- Claudio Caniggia
- Tommy Gemmell
- Leigh Griffiths
- Colin Hendry
- Surab Chisanischwili
- Neil McCann
- Giorgi Nemsadse
- Nacho Novo
- Fabrizio Ravanelli
- Brent Sancho
- Fan Zhiyi